# Călinești (gmina w okręgu Teleorman)
Călinești – gmina w Rumunii, w okręgu Teleorman. Obejmuje miejscowości Antonești, Călinești, Copăceanca, Licuriciu i Marița. W 2011 roku liczyła 3473 mieszkańców. 